# Eroe del lavoro della Federazione Russa
Il titolo di Eroe del lavoro della Federazione Russa (in russo Герой Труда Российской Федерации?, Geroj Truda Rossijskoj Federacii) è il secondo più alto titolo onorifico della Federazione Russa.

## Storia
L'onorificenza è stata istituita il 29 marzo 2013 ed è stata assegnata per la prima volta il 1º maggio 2013.

## Assegnazione
L'onorificenza è assegnata ai cittadini per servizi speciali nel lavoro per lo Stato e la sua gente associati al raggiungimento di ottimi risultati in attività pubbliche, sociali ed economiche volte a garantire il benessere e la prosperità della Russia.

## Insegne
- L'insegna è una stella dorata con al centro lo stemma della Federazione Russa.
- Il nastro è per un terzo bianco, un terzo blu e un terzo rosso.

## Insigniti
1. Valerij Abisalovič Gergiev (1º maggio 2013) - Direttore d'arte del Teatro Mariinskij
2. Jurij Aleksandrovič Konnov (1º maggio 2013) - Macchinista
3. Alexander Nikolayevich Konovalov (1º maggio 2013) - Direttore dell'Istituto scientifico accademico di ricerca di neurochirurgia N.N. Burdenko nell'Accademia russa delle scienze mediche a Mosca
4. Vladimir Ivanovič Miller (1º maggio 2013) - Ingegnere minerario
5. Konstantin Čumanov (1º maggio 2013) - Tornitore
6. Ivan Uchlivanovič Ajdullin (20 aprile 2014) - Petroliere
7. Alisa Aksënova (20 aprile 2014) - Dipendente di museo
8. Michail Gotovcev (20 aprile 2014) - Allevatore
9. Jurij Lepechin (20 aprile 2014) - Insegnante
10. Tat'jana Nikolaevna Pokrovskaja (20 aprile 2014) - Allenatrice
11. Marem Kambulatovna Bogatyrëva (28 aprile 2015) - Lattaia
12. Irina Viner (28 aprile 2015) - Allenatrice
13. Galina Gerasimovna Gromova (28 aprile 2015) - Maestra comunale
14. Jurij Semënovič Savin (28 aprile 2015) - Metalmeccanico
15. Jurij Semënovič Solomon (28 aprile 2015) - Progettista di tecnologia militare
16. Igor' Anatol'evič Kirillov (26 agosto 2021) - Tenente generale